# South Glens Falls
South Glens Falls es una villa ubicada en el condado de Saratoga en el estado estadounidense de Nueva York. En el año 2020 tenía una población de 3,742 habitantes y una densidad poblacional de 2,754.7 personas por mi².
Cooper's Cave, mostrado en el sello del pueblo, es nombrado del autor, James Fenimore Cooper. Cooper estaba inspirado a usar el área por la locación en su novela, El Último Mohicano, después de visitar el área. 

## Historia
A finales de la época Woodland, el área estaba considerado a ser el coto de caza de invierno por las tribus mohicanas y algonquinas. 

## Geografía
South Glens Falls se encuentra ubicada en las coordenadas 43°17′47″N 73°38′3″O / 43.29639, -73.63417.

## Demografía
Según la Oficina del Censo en 2000 los ingresos medios por hogar en la localidad eran de $31,623, y los ingresos medios por familia eran $41,694. Los hombres tenían unos ingresos medios de $31,757 frente a los $24,046 para las mujeres. La renta per cápita para la localidad era de $17,260. Alrededor del 10.6% de la población estaban por debajo del umbral de pobreza.